# Bérianne (distrito)
Bérianne é um distrito localizado na província de Ghardaïa, Argélia, e cuja capital é a cidade de mesmo nome, Bérianne.

## Municípios
O distrito é coextensivo com seu único município:
- Bérianne, uma cidade de 30 200 pessoas[2] que viram a agitação étnica em maio de 2008.[3]